# Diferencias entre el diasistema serbocroata
Las diferencias entre el diasistema serbocroata, comprendido por las lenguas establecidas como estándares, bosnio, croata y serbio, se detallan las fundamentales, entre las tres lenguas estándares del diasistema serbocroata.
En 2007 se declaró el montenegrino como lengua oficial de Montenegro. Es importante mencionar que el bosnio no es del todo aceptado por serbios y croatas, aunque lingüísticamente ya es un hecho, y eso incluye una Wikipedia en versión bosnio.

## Ejemplo en la traducción de una frase a las distintas lenguas delcontinuum serbo-croata
- Idioma español: En cuanto a los gases de escape y la contaminación del aire en la Jerusalén, ¡sería necesario tomar medidas de seguridad!

- Idioma croata: Glede ispušnih plinova i zagađivanja zraka u Jeruzalemu, bilo bi potrebito poduzeti mjere sigurnosti!

- Idioma serbio: U pogledu izduvnih gasova i zagađenosti vazduha u Jerusalimu, bilo bi potrebno preduzeti mere bezbednosti! (У погледу издувних гасова и загађивања ваздуха у Јерусалиму, било би потребно предузети мере безбедности!.)

| Idioma croata                                                 | Idioma serbio                                                | Idioma bosnio                                            | Idioma español                                                     |
| ------------------------------------------------------------- | ------------------------------------------------------------ | -------------------------------------------------------- | ------------------------------------------------------------------ |
| Bijela sol za kuhanje kemijski je spoj natrija i klora.       | Bela so za kuvanje je hemijsko jedinjenje natrijuma i hlora. | Bijela so za kuhanje je hemijski spoj natrijuma i hlora. | Blanco sal para cocinar es un compuesto químico de cloro. y sodio. |
| Vlak sa željezničkoga kolodvora krenut će točno u deset sati. | Voz sa železničke stanice krenuće t'ačno u deset časova.     | Voz sa željezničke stanice krenut će tačno u deset sati. | El tren partirá de la estación (ferroviaria) a las diez en punto.  |

| Español     | Croata    | Serbio    | Notas                                                |
| ----------- | --------- | --------- | ---------------------------------------------------- |
| Belén       | Betlehem  | Vitlejem  | Desde el latín en croata, desde el griego en serbio. |
| Atenas      | Atena     | Atina     | Desde el latín en croata, desde el griego en serbio. |
| Europa      | Europa    | Evropa    | Desde el latín en croata, desde el griego en serbio. |
| Chipre      | Cipar     | Kipar     | Desde el latín en croata, desde el griego en serbio. |
| cloro       | klor      | hlor      | Desde el latín en croata, desde el griego en serbio. |
| impedimento | impedanca | impedansa | Desde el francés en serbio.                          |
| Pero:       |           |           |                                                      |
| licence     | licenca   | licenca   | "dozvola" es más común en ambos idiomas.             |

| Español                    | Bosnio y Serbio         | Croata                  |
| -------------------------- | ----------------------- | ----------------------- |
| ¿Que ha dicho?             | Šta je rekao?           | Što je rekao?           |
| Pregúntele que ha dicho    | Pitaj ga šta je rekao.  | Pitaj ga što je rekao.  |
| Lo que ha dicho es mentira | To što je rekao je laž. | To što je rekao je laž. |

| Español    | Croata   | Serbio    | Bosnio    |
| ---------- | -------- | --------- | --------- |
| Enero      | siječanj | januar    | januar    |
| Febrero    | veljača  | februar   | februar   |
| Marzo      | ožujak   | mart      | mart      |
| Abril      | travanj  | april     | april     |
| Mayo       | svibanj  | maj       | maj       |
| Junio      | lipanj   | jun       | juni      |
| Julio      | srpanj   | jul       | juli      |
| Agosto     | kolovoz  | avgust    | august    |
| Septiembre | rujan    | septembar | septembar |
| Octubre    | listopad | oktobar   | oktobar   |
| Noviembre  | studeni  | novembar  | novembar  |
| Diciembre  | prosinac | decembar  | decembar  |

### Escritura
Forma de escribir el idioma:
- Croata: usa el alfabeto latino siempre.
- Bosnio: usa el alfabeto latino  siempre en las regiones habitadas por bosniocroatas y bosníacos, el cirílico se usa solamente en las zonas donde habitan serbobosnios.
- Serbio: usa de forma preferente el cirílico serbio, pero el latino es de uso común entre los jóvenes.
- Montenegrino: Puede usar tanto el alfabeto latino (en su versión montenegrina, que sustituyó en 2009 al alfabeto cirílico serbio), como una forma adaptada del latino serbio.

El Tratado de Novi Sad proponía que dentro del llamado idioma serbocroata o croatoserbio existían dos variantes; una primordialmente "croata" y otra "serbia".
Se denominó al idioma de ese modo (croatoserbio o serbocroata) debido a que los croatas y serbios eran las dos naciones más numerosas que hablaban el idioma. No se debe olvidar que en Bosnia y Herzegovina se utiliza un habla con rasgos y muchas grafías traídas por los idiomas turco y árabe.
Las diferencias que definían a una u otra variante consistían en:
- La forma actual de pronunciar la antigua vocal paleoeslava (staroslavenski) "jat", o sea (a)jekavski para la variante "croata" (como se habla en la mayor parte de Croacia, Montenegro y parte de BiH) y ekavski para la variante "serbia" (–como se habla en Serbia, parte de BiH, y parte de Croacia, especialmente en Zagreb) (1)

(a) La forma con la que se denominaba a la palabra "qué", o sea: štokavski para la variante "croata" y "štakavski" para la variante "serbia".
- La escritura daba lo mismo para ambas variantes, después de todo, Cirilo y Metodio la crearon para el antiguo eslavo o paleoslavo, y luego los francos "latinizaron" a los eslavos más occidentales. Por ser el "latino" internacional y por ser el "cirílico" patrimonio cultural eslavo, ambos alfabetos se enseñaban en todas las repúblicas de la antigua Yugoslavia (excepto en la república de Eslovenia, donde el idioma -esloveno- no puede escribirse en cirílico, solamente en latino). No obstante, se prefiere el alfabeto latino para la variante "croata" y el cirílico para la variante "serbia". (2)
- Diferencias de vocabulario propias de cada variante. También diferencias de vocabulario con palabras de origen ruso y turco para la variante "serbia" y palabras de origen alemán e italiano para la variante "croata".

En efecto la variante "chacava" del croato hablado en Dalmacia, especialmente en la capital Split (antigua "Spalato"), tiene más del 59,4% de palabras tomadas de lenguas neolatinas

## Ejemplo de diferentes diccionarios
| Español                          | Croata                      | Serbio                                | Inglés                   |
| Comparación (comparación)        | Usporedba                   | Поређење (Poređenje)                  | Compare, comparison      |
| Europa                           | Europa                      | Европа (Evropa)                       | Europe                   |
| Países Bajos (Holanda)           | Nizozemska                  | Холандија (Holandija)                 | Netherlands (Holland)    |
| Italianos                        | Talijani                    | Италијани (Italijani)                 | Italians                 |
| Universo                         | Svemir                      | Васиона (Vasiona)                     | Universe                 |
| Espina dorsal, columna vertebral | Kralježnica                 | Кичма (Kičma)                         | Spine                    |
| Aire                             | Zrak                        | Ваздух (Vazduh)                       | Air                      |
| Educación                        | Odgoj                       | Васпитање (Vaspitanje)                | Education                |
| Semana                           | Tjedan                      | Седмица (Sedmica)                     | Week                     |
| Historia                         | Povijest                    | Историја (Istorija)                   | History                  |
| Pantalones                       | Hlače                       | Панталоне (Pantalone)                 | Trousers                 |
| Estómago                         | Trbuh                       | Стомак (Stomak)                       | Belly                    |
| Ciencia                          | Znanost                     | Наука (Nauka)                         | Science                  |
| Personalmente                    | Osobno                      | Лично (Lično)                         | Personally               |
| Persona natural (física)         | Osoba                       | Лице (Lice)                           | Natural Person           |
| Naciones Unidas                  | Ujedinjeni Narodi           | Уједињене Нације (Ujedinjene Nacije)  | United Nations           |
| Pan                              | Kruh                        | Хлеб (Hleb)                           | Bread                    |
| Artificial                       | Umjetno                     | Вештачки (Veštački)                   | Artificial               |
| Cruz                             | Križ                        | Крст (Krst)                           | Cross                    |
| Democracia                       | Demokracija                 | Демократија (Demokratija)             | Democracy                |
| Detección                        | Spoznaja                    | Сазнање (Saznanje)                    | Detection                |
| Isla                             | Otok                        | Острво (Ostrvo)                       | Island                   |
| Oficial                          | Časnik                      | Официр (Oficir)                       | Officer                  |
| Tráfico, Tránsito                | Cestovni promet             | Друмски саобраћај (Drumski saobraćaj) | Road traffic             |
| Autopista                        | Autocesta                   | Аутопут (Autoput)                     | Highway                  |
| Longitud                         | Duljina                     | Дужина (Dužina)                       | Lenght                   |
| Asociación                       | Udruga                      | Удружење (Udruženje)                  | Association              |
| Fábrica                          | Tvornica                    | Фабрика (Fabrika)                     | Factory                  |
| General                          | Opće                        | Опште (Opšte)                         | General                  |
| Cristo                           | Krist                       | Христoс (Hristos)                     | Christ                   |
| Lo siento                        | Oprosti                     | Извини (Izvini)                       | I'm Sorry                |
| Estándar del lenguaje nativo     | Materinski jezićni standard | Матерњи језички стандард              | Native language standard |
| -------------------------------- | --------------------------- | ------------------------------------- | ------------------------ |